# Klieonychocamptus kliei
Klieonychocamptus kliei är en kräftdjursart som beskrevs av Hamond 1973. Klieonychocamptus kliei ingår i släktet Klieonychocamptus och familjen Laophontidae. Arten är reproducerande i Sverige.

## Underarter
Arten delas in i följande underarter:
- K. k. adriaticus
- K. k. confluens
- K. k. kliei
- K. k. ponticus